# Lamont (Waszyngton)
Lamont – miasto w Stanach Zjednoczonych, w stanie Waszyngton, w hrabstwie Whitman.